# أنغوو
أنغوو (بالصينية: 安国市) هي مدينة من مدن الصين. يبلغ عدد سكانها 370300 نسمة حسب إحصائيات سنة 2010. يبلغ ارتفاع المدينة عن سطح البحر قرابة 33 متر. تبلغ مساحتها 486 كم².